# Rhizophila marina
Rhizophila marina — вид грибів, що належить до монотипового роду  Rhizophila.